# Petar Omčikus
 (avril 2019).
Si vous disposez d'ouvrages ou d'articles de référence ou si vous connaissez des sites web de qualité traitant du thème abordé ici, merci de compléter l'article en donnant les références utiles à sa vérifiabilité et en les liant à la section « Notes et références ».
Petar (Pierre) Omcikus (ou Omcikous) est un peintre yougoslave naturalisé français né le 6 octobre 1926 à Sušak (Rijeka, royaume de Yougoslavie) et mort le 26 avril 2019 à Belgrade en Serbie[réf. nécessaire].

## Biographie
Les parents de Pierre Omcikus, sa mère Dusanka et son père Petar, employé des chemins de fer, ont deux fils aînés, Cedomir, juriste, mort à la guerre en 1944, et Branko, peintre.
Sa famille s'étant installée à Belgrade en 1937, Pierre Omcikus commence à dessiner vers 1938 et entre en 1941 à l'École des arts appliqués qu'il quitte pour participer de 1943 à 1945 le mouvement national de libération contre l'occupation nazie.
En 1945 Omcikus s'inscrit à l'Académie des Beaux-arts de Belgrade, expose en 1946 au Salon d'automne ULUS mais rompt rapidement avec l'institution et le réalisme socialiste pour aller travailler librement d'avril à septembre à Zadar avec six autres étudiants dont sa future femme Kossa Bochan (« groupe de Zadar »).
De 1948 à 1951 Pierre Omcikus vit et travaille à Rijeka, puis regagne Belgrade où il est l'un des fondateurs du groupe des Onze et réalise une première exposition personnelle à la galerie Ulus en novembre 1951.
En mai 1952 Pierre Omcikous et sa femme arrivent à Paris, et s'installent à l'Hôtel du Vieux-Colombier que dirigent les peintres Louis Nallard et Maria Manton. Ils y rencontrent les peintres Poliakoff, Hartung et le critique d'art Charles Estienne.
Pierre Omcikous présente une première exposition personnelle à Paris en 1955, à la galerie Arnaud. Il participe régulièrement au Salon de mai à partir de 1955 et au Salon des réalités nouvelles à partir de 1957. 
Il construit en 1957 son atelier à Gentilly où il héberge Jean Sénac en 1958-1959 et en 1962 sa maison à Plitvine, Vela Luka (île de Korcula).
Après une exposition à la galerie du Musée d'art contemporaine de Belgrade en 1965, Omcikus organise à partir de 1968 des rencontres internationales d'artistes, philosophes et critiques d'art à Vela Luka, sur la mosaïque, l'intégration des arts plastiques dans l'architecture (1970), les mass media (1972).
Omcikous réalise en 1968 une mosaïque monumentale pour le port de Vela Luka et en 1972 une exposition au Grand Palais de Paris. Il participe ensuite à de nombreuses expositions collectives et présente des expositions personnelles, notamment à Rome (1974), Paris (1976), Belgrade (1979), Chexbres (1983, 1988), Genève (1985). Des expositions rétrospective de son œuvre sont organisées en 1989 au Musée d'art contemporaine de Belgrade et à Novi Sad, en 1990 à Varaždin et au musée d'art moderne de Zagreb.
Membre de l'Académie des Sciences et des Arts de Serbie (1994), Omcikous expose ses gravures à Paris en 1994, à Chexbres, Belgrade, Lazarevac, Cacack, Pritina, Niš en 1996, et ses dessins à Zagreb en 1998, à Belgrade en 2001. Il a illustré des recueils poétiques de Jean Sénac (1962), Youri Komerovsky (1963), Jean-Clarence Lambert (1970), Stevan Lee Mraovitch (2003) ainsi que des textes de S. Volarevic, Eugenio Montale, Georges Haldas.